# Lire des États pontificaux
La lire est l'ancienne monnaie officielle des États pontificaux de 1866 à 1870, remplacée par la lire italienne, et, plus tard, par la lire vaticane.
Le 18 juin 1866, sous la pression du gouvernement du Royaume italien unifié en 1861, le pape Pie IX, assisté de son trésorier, Giacomo Antonelli, abandonne le scudo et commence à faire émettre une nouvelle monnaie, la lire, divisée en 20 soldi (soldo au singulier) ou 100 centesimi (centesimo au singulier). Le taux de conversion est de 5,375 lires pour 1 scudo. 
Les poids et métaux des types monétaires sont similaires à la lire italienne qui a cours légal dans ces États. De facto, cette monnaie intègre l'Union latine. Fin 1870, du fait de l'écroulement du Second Empire français très attaché à l'indépendance de Rome, le Saint-Siège abandonne ses émissions monétaires : le 20 septembre 1870 a lieu la prise de Rome par les armées de Victor-Emmanuel II. Les États pontificaux disparaissent, réduits à la cité du Vatican, laquelle sera officialisée par les accords du Latran en 1929, permettant au pape de recommencer à émettre des monnaies à son image, à parité avec la lire italienne.

## Émissions monétaires

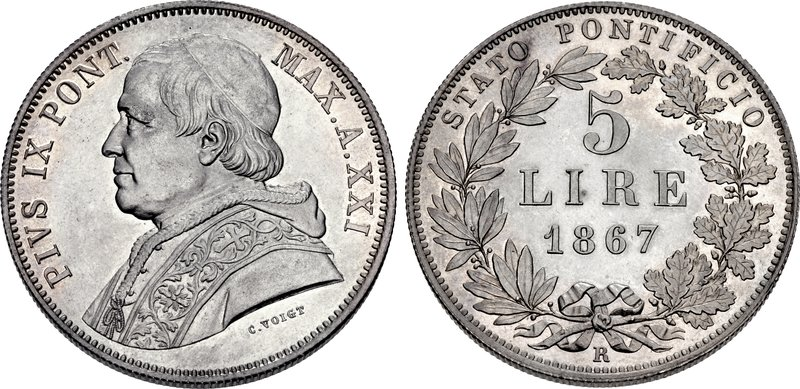
Pièce de 5 lires (1867), argent, 25 g, recto et verso.

### Pièces de monnaie
Des pièces de 1 centesimo, ½ soldo, de 1, 2, et 4 soldi en cuivre sont frappées de 1866 à 1869. Des pièces de 5, 10 et 20 soldi, et de 1, 2 et 2½ lires sont frappées en argent 835/1000e de 1866 à 1870. Une pièce de 5 lires en argent 900/1000e est frappées de 1867 à 1870. Des pièces en or sont émises pour des valeurs de 5, 10, 20, 50 et 100 lires de 1866 à 1870. Fabriquées à Rome (R), elles arborent toutes le portrait de Pie IX, gravé par Karl Friedrich Voigt,.

### Billets de banque
Aucun papier monétaire n'a été émis durant cette période.